# Vlag van Hokkaido

Vlag van Hokkaido (ratio 2:3)

De prefecturale vlag van Hokkaido bestaat uit een indigoblauw vlak met een wit omrande rode zevenpuntige ster. Deze ster symboliseert de pioniersgeest van de voorouders die de harde wind en sneeuw trotseerden en vertegenwoordigt ook de toekomst van Hokkaido. Het rood van de ster symboliseert de ontembare geest van de mensen, het wit staat voor schittering en wind en sneeuw, en het indigoblauw voor de lucht en zee van het noorden. De prefecturale vlag werd op 1 mei 1967 aangenomen.